# 上斜刀羽耳蕨
上斜刀羽耳蕨（学名：Polystichum assurgentipinnum）为鳞毛蕨科耳蕨属下的一个种。

## 扩展阅读
- 維基物種上的相關：上斜刀羽耳蕨